# دانيال بوم
دانيال بوم (بالألمانية: Daniel Böhm)‏ هو متسابق بياثل ألماني، ولد في 16 يونيو 1986 في كلاوستال تسيللرفيلد في ألمانيا.

## وصلات خارجية
- دانيال بوم على موقع IBU (الإنجليزية)
- دانيال بوم على موقع اللجنة الأولمبية الدولية (الإنجليزية)
- دانيال بوم على موقع أوليمبيديا (الإنجليزية)
- دانيال بوم على موقع اللجنة الأولمبية الألمانية (الألمانية)